# Berlin-Borsigwalde
Borsigwalde is een stadsdeel van de Duitse hoofdstad Berlijn en behoort tot het noordwestelijke district (Verwaltungsbezirk) Reinickendorf. Tot 2012 behoorde Borsigwalde tot Wittenau. 

## Ligging
Borsigwalde ligt in het midden van het district en grenst in het zuidwesten, westen en noordwesten aan Tegel, in het noordoosten en zuidoosten aan Wittenau en in het zuiden een klein stuk aan Reinickendorf. 

## Geschiedenis
Aan het einde van de 19de eeuw verhuisde het bedrijf Borsig zijn fabriek naar Tegel. Omdat er niet voldoende woonruimte beschikbaar was voor de arbeiders en bedienden in de buurt van de nieuwe fabriek, moest er een woonwijk voor de fabriek worden gebouwd. Eind 1895 was een gebied van 51 hectare gekocht van de gemeente Dalldorf, het latere Wittenau, dat tot dan toe als weiland gebruikt werd. De gebouwen in Borsigwalde werden bewust gebouwd in een stijl die afweek van de huurkazernes die destijds gebruikelijk waren in het centrum van Berlijn. Dit is vandaag de dag nog steeds te zien aan de gevels van de huizen: rode baksteen en klinkers werden gebruikt als zichtbare bouwmaterialen, terwijl de versieringen met vakwerkgevels en houtsnijwerk ook een gelijkenis oproepen met de herenhuisarchitectuur van de late gotiek en de renaissance. In tegenstelling tot het stadscentrum waren er geen zijvleugels en achtergebouwen; in plaats daarvan had elke huurwoning een eigen tuin achter het huis. In 1920 werd Borsigwalde als wijk van Wittenau onderdeel van Groot-Berlijn. Er werd ook steeds meer gebouwd waardoor er huizen van drie tot vier verdiepingen gebouwd werden en de tuinen werden verkleind of verdwenen zelfs. 
Op het hoogtepunt van de crisis van de jaren 30 was ongeveer 90% van de 6500 inwoners werkloos. Dit veranderde nadat de nationaalsocialisten aan de macht kwamen in 1933 en de Wehrmacht zich herbewapend. In 1938 werden de enkele grenzen van Berlijn rechtgetrokken waardoor de Russisch-orthodoxe begraafplaats van de wijk nu in Tegel kwam te liggen. 
Tijdens de Tweede Wereldoorlog werden delen van Borsigwalde beschadigd en na de oorlog werd een deel van de industrie ontmanteld. Door de blokkade van Berlijn duurde het tot 1953 vooraleer er een economische heropleving was. In 2002 werd Borsigwalde een apart stadsdeel van Reinickendorf. 

## Verkeer
De buslijn 125 verbindt de historische kern van Borsigwalde met het station Tegel. De expressbus X33 verbindt Borsigwalde met het station Wittenau en Spandau. Het metrostation Borsigwerke dat op de U6-lijn is aangesloten ligt niet in Borsigwalde maar is via een voetgangersbrug snel te bereiken. 

## Sport
Voetbalclub SC Borsigwalde 1910 is de plaatselijke voetbalclub. Deze ontstond in 1980 door een fusie tussen SC Bavaria Berlin en Borsigwalder SV Minerva. Deze laatste club speelde als SG Borsigwalde in 1945/46 in de hoogste klasse en in 1954/55 één seizoen in de tweede klasse. 
Borsigwalde |
Frohnau |
Heiligensee |
Hermsdorf |
Konradshöhe |
Lübars |
Märkisches Viertel |
Reinickendorf |
Tegel |
Waidmannslust |
Wittenau